# Backa församling

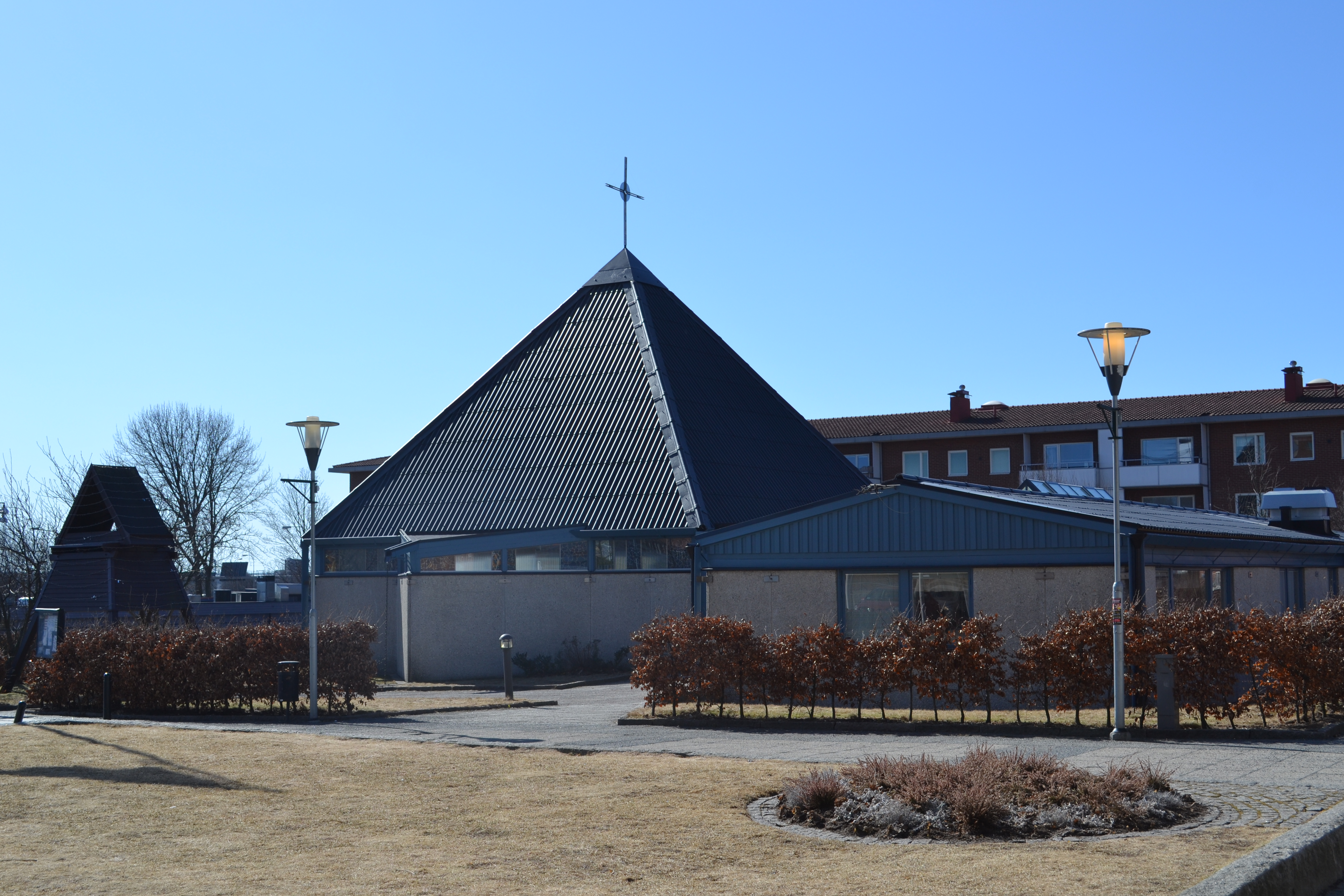
Brunnsbokyrkan, en av de andra kyrkorna i församlingen

Backa församling är en församling i Göteborgs norra kontrakt i Göteborgs stift. Församlingen ligger i Göteborgs kommun i Västra Götalands län och ingår i Backa pastorat.

## Administrativ historik
Församlingen har medeltida ursprung.
Församlingen var till 1664 annexförsamling i pastoratet Björlanda, Säve, Torslanda, Backa och Öckerö för att därefter till 1 maj 1928 vara annexförsamling i pastoratet Säve, Backa och Björlanda. Från 1 maj 1928 till 1962 moderförsamling i pastoratet Backa och Tuve. Från 1962 till 2018 utgjorde församlingen ett eget pastorat, för att från 2018 bilda pastorat med Tuve-Säve församling. Ur församlingen utbröts 1995 Brunnsbo församling och Bäckebols församling och ingick i pastorat med Backa församling som moderförsamling. De utbrutna församlingarna återgick 2010 då även delar av Säve församling införlivades.

## Kyrkobyggnader
- Backa kyrka
- Brunnsbokyrkan
- Bäckebols kyrksal.

## Areal
Backa församling omfattade den 1 januari 1976 en areal av 14,8 kvadratkilometer, varav 14,3 kvadratkilometer land.

### Fotnoter
1. ↑  Nationell Arkivdatabas Referenskod: SE/148020000.[källa från Wikidata]
2. ↑  Stift, kontrakt och pastorat i nummerordning med ingående församlingar 2020-01-01, SCB, läs online.[källa från Wikidata]
3. 1 2  Medlemmar i Svenska kyrkan i förhållande till folkmängd den 31.12.2019 per församling, kommun och län samt riket, Svenska kyrkan, läs online.[källa från Wikidata]
4. ↑  ”Förteckning (Sveriges församlingar genom tiderna)”. Skatteverket. 1989. http://www.skatteverket.se/privat/folkbokforing/omfolkbokforing/folkbokforingigaridag/sverigesforsamlingargenomtiderna/forteckning.4.18e1b10334ebe8bc80003999.html. Läst 17 december 2013.
5. ↑  ”Församlingar”. Statistiska centralbyrån. https://www.scb.se/hitta-statistik/regional-statistik-och-kartor/regionala-indelningar/forsamlingar/. Läst 30 december 2022.
6. ↑  Lantmäteriets information om församlingsindelningsändringar[död länk]
7. ↑   (PDF) Folk- och bostadsräkningen 1975, Del 3:1, Folkmängd i kommuner och församlingar. Stockholm: Statistiska centralbyrån. 1977. sid. 33. Arkiverad från originalet den 6 juli 2015. https://www.webcitation.org/6ZpNXk37R?url=http://www.scb.se/Grupp/Hitta_statistik/Historisk_statistik/_Dokument/SOS/Folk_o_bostadsrakningen_1975_3_1.pdf. Läst 6 juli 2015 Arkiverad 24 september 2015 hämtat från the Wayback Machine.